# Cristo compagnia di Dio all'uomo
Cristo compagnia di Dio all'uomo è un saggio antologico del sacerdote cattolico e teologo Luigi Giussani, fondatore del movimento Comunione e Liberazione, pubblicato nel 2014.

## Storia editoriale
Il volume è una raccolta di testi provenienti dall'ampia bibliografia di Giussani, scelti e presentati da Julián Carrón, il sacerdote spagnolo che ha sostituito Giussani alla guida del movimento di Comunione e Liberazione. Uscito nel 2014 per le Edizioni Messaggero di Sant'Antonio di Padova all'interno della collana Sguardo dello spirito, dedicata a grandi figure del cristianesimo, fu il primo volume di Giussani pubblicato dall'editore patavino.

## Contenuti
Cristo compagnia di Dio all'uomo contiene alcuni dei testi di Giussani considerati più importanti e significativi del suo percorso educativo, tutti preceduti da un breve commento esplicativo del curatore. Di Carrón è l'introduzione che contiene una breve biografia di Giussani e ne delinea l'esperienza di vita e spirituale.
Il primo capitolo ripropone brani tratti dal libro più importante e noto di Giussani, Il senso religioso. Quindi estratti degli altri due volumi del PerCorso, All'origine della pretesa cristiana e Perché la Chiesa, e da uno dei primo libri del sacerdote brianzolo, Tracce d'esperienza cristiana. Quindi un capitolo da Il rischio educativo, un altro dei libri più noti di Giussani, e quindi altri brani dedicati ad alcuni dei temi più cari all'autore, quelli più spesso trattati nelle sue lezioni durante raduni, conferenze e esercizi spirituali del movimento da lui fondato.

## Edizioni
- Luigi Giussani, Cristo compagnia di Dio all'uomo, a cura di Julián Carrón, 1ª ed., Padova, Edizioni Messaggero, 2014,  p. 136, ISBN 978-88-250-3520-9.